# 短序棘豆
短序棘豆（学名：[Oxytropis subpodoloba] 错误：{{Lang}}：文本有斜体标记（帮助））为豆科棘豆属下的一个种。